# 穆希納

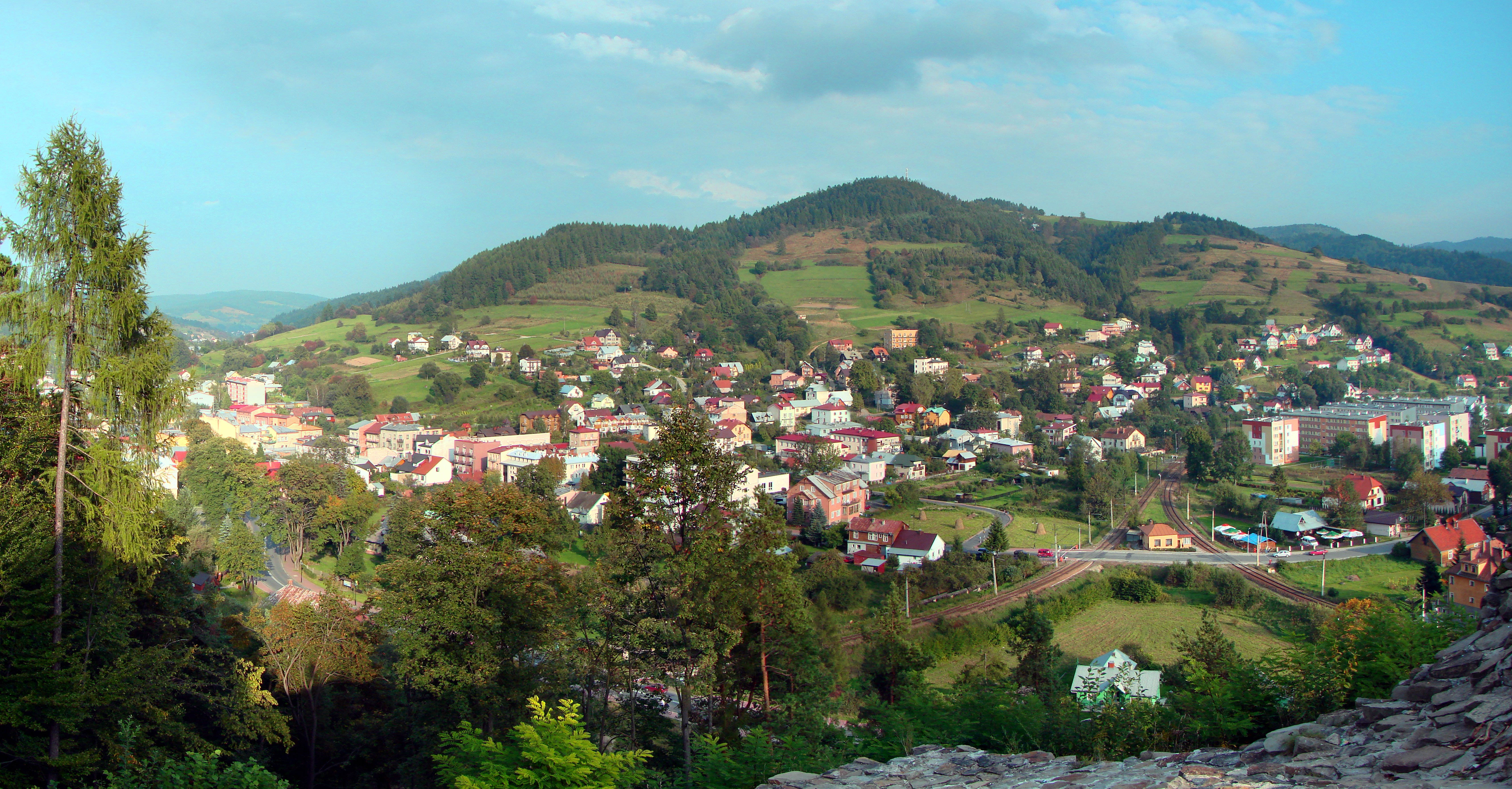

穆希納是波蘭的城鎮，位於該國南部，毗鄰與斯洛伐克接壤的邊境，由小波蘭省負責管轄，面積23.96平方公里，海拔高度450米，2006年人口4,980。

## 外部連結
- Jewish Community in Muszyna （页面存档备份，存于） on Virtual Shtetl

49°21′30″N 20°54′00″E / 49.35833°N 20.90000°E